# Havnsø (film)
Havnsø er en dansk kortfilm fra 1968 instrueret af Niels Heie efter eget manuskript.

## Handling
Et møde mellem en mand og en kvinde, hvis kærlighedsforhold er ved at opløses. Omkring disse to personer er to andre placeret: en pige, som tilskuerne aldrig ser, men kun hører, og en pige, som hovedpersonen for at udfylde en ventetid forsøger at opnå kontakt med.

## Medvirkende
- Jesper Høm
- Gitte Mikkelsen
- Nuni Tholstrup